# 日帝強占下強制動員被害真相糾明委員会
日帝強占下強制動員被害真相糾明委員会（にっていきょうせんかきょうせいどういんひがいしんそうきゅうめいいいんかい）とは、大韓民国国務総理直属の国家機関。韓国国会が2004年3月5日に制定した日帝強占下強制動員被害真相糾明等に関する特別法（時限立法）（以下、特別法と呼ぶ）に基づいて設置されたもので、2010年3月22日に廃止された。

## 概要
この委員会は大統領の任命する9人の委員で構成され、満州事変から太平洋戦争の間に強制動員（強制連行・強制労働、軍人軍属徴用、従軍慰安婦など）によって被害を受けた韓国人（在日韓国人などの在外国民も含む）の被害実態の真相糾明、及び被害者、遺族の認定などを行うことを目的としている。
2005年2月より国民に対する被害申請の受け付けを開始し、現在までに政府の予測を遥かに超える22万件の被害申請が寄せられている。このため、発足以来今日までの委員会業務の大半が被害申請の審査に充てられている。

## 法律の内容
委員会設置の根拠となる特別法では、委員会の目的を次の様に定めている。
第1条（目的）
この法律は、日帝強占下強制動員被害の真相を糾明し、歴史の真実を明らかにすることを目的とする。
第2条（定義）
この法律における用語の定義は、次の通りである。
1. 「日帝強占下強制動員被害」とは、満州事変から太平洋戦争に至る時期に日帝によって強制動員された軍人・軍属・労務者・慰安婦等の生活を強要された者が被った生命・身体・財産等の被害をいう。
2. 「被害者」とは、第1号による被害を受けた者で、第3条2項第4号の規定により、被害者と決定された者をいう。
3. 「遺族」とは、日帝強占下強制動員中に死亡した被害者の配偶者（事実上の配偶者を含む）及び直系の尊卑属をいう。但し、配偶者及び直系の尊卑属がいない場合には兄弟姉妹をいう。

（以下省略）

## 業務
特別法第3条第2項及び特別法施行令第2条で、以下の事項を審議・議決すると定められている。
1. 日帝強占下強制動員被害真相調査に関する事項
2. 日帝強占下強制動員被害と関連する国内外資料の収集・分析及び真相調査報告書作成に関する事項
3. 遺骸発掘及び収拾・奉還に関する事項
4. 被害者及び遺族の審査・決定に関する事項
5. 真相糾明及び被害判定不能決定に関する事項
6. 史料館及び追悼空間造成に関する事項
7. 特別法で定められている家族関係登録簿の作成に関する事項
8. 職権調査に関する事項
9. 被害真相等の公表及び報告に関する事項
10. 真相調査報告書の報告及び公表に関する事項
11. その他真相糾明のために委員会が必要と認める事項

在籍委員の過半数の賛成で議決される。

## 組織
委員会は委員長1人、当然職委員3人（法務部長官、行政安全部長官、国務総理室長）を含め9人以内の委員で構成される。任期は2年。

### 事務局
- 事務局長（太平洋戦争前後国外強制動員犠牲者支援委員会の事務局長を兼任[2]）
  - 行政課
  - 調査総括課
  - 調査1・2・3課

### 日帝強占下強制動員被害真相糾明実務委員会
委員会での議決事項の実行及び委任された事項の処理のため、特別市長・広域市長・道知事所属下に置かれた組織。市長・道知事が務める委員長を含め15人以内の委員で構成される。

## 沿革
- 2004年3月5日 - 特別法制定
- 2004年11月10日 - 日帝強占下強制動員被害真相糾明委員会発足
- 2005年7月18日 - 日本側の協力団体「強制動員真相究明ネットワーク」が結成される。（共同代表は内海愛子）
- 2005年8月 - 東京都の韓国大使館に事務所を開設
- 2007年3月23日 - 特別法が改正され、「軍慰安婦」を「慰安婦」に、「犠牲者」を「被害者」に変更。調査期限も2年から4年に延長された。
- 2010年3月22日 - 対日抗争期強制動員被害調査及び国外強制動員犠牲者等支援に関する特別法が制定・施行。この法令に基づき、日帝強占下強制動員被害真相糾明委員会と太平洋戦争前後国外強制動員犠牲者支援委員会が廃止となり、対日抗争期強制動員被害調査及び国外強制動員犠牲者等支援委員会が新たに設置された。

## 期限
最初の真相糾明開始決定の日から4年以内に調査を完了しなければならない。但し1回につき6か月以内、2回の期間延長が認められている。事務局は委員会活動終了後3か月までである。

## 遺骨問題
被害申請の大半を占める労務動員（強制労働）被害者については、2004年12月に鹿児島県で開催された日韓首脳会談の席上で、盧武鉉大統領より小泉首相に対して、日本に残る民間徴用犠牲者の遺骨問題についての実態調査と遺骨返還が求められた。
この要請に基づき日韓政府間では断続的に遺骨問題協議がすすめられ、日本政府の調査によって、現在までに国内の寺院などに相当数の該当する遺骨が保管されていることが確認されている。
2008年1月には、この内の東京祐天寺に保管される軍人軍属に関する遺骨101体について、政府から韓国人遺族に対して返還されることが決まっている。